# Université de Souk Ahras
L'université de Souk Ahras Mohammed-Chérif Messaadia (en arabe : جامعة سوق أهراس - محمد الشريف مساعدية, en tamazight : ⵜⴰⵙⴷⴰⵡⵉⵜ ⵎⵓⵃⵎⵎⴰⴷ ⵛⴰⵔⵉⴼ ⵎⵓⵙⴰⴷⵉⵢⴰ - ⵙⵓⴽ ⴰⵀⵔⴰⵙ) est une université algérienne située dans la ville de Souk Ahras, dans le nord-est du pays.

## Histoire
L’université de Souk Ahras a été créée en 1998 comme étant une annexe de l’Université Badji Mokhtar d'Annaba. En 2001, elle est élevée au rang d'université.  
Ces dernières années, l’université a connu une croissance rapide et une modernisation. Elle a reçu le label de qualité "Étudier en Algérie" pour son engagement envers les normes internationales et les services aux étudiants. Un Centre d'Incubation de Startups a été créé pour soutenir l'entrepreneuriat et l'innovation chez les étudiants. En 2024, l'université a lancé une annexe pour les études médicales, destinée à accueillir les futurs étudiants en médecine. De plus, l'université prépare l’ouverture de nouvelles annexes pour les écoles supérieures des enseignants, notamment en éducation primaire et secondaire. 
L'université a également lancé une initiative pour généraliser l'enseignement de l'anglais, en particulier dans les disciplines techniques telles que les sciences, la technologie, l'informatique, les mathématiques et les sciences des matériaux, ainsi que pour les études médicales. 
L’université dispose également de la bibliothèque numérique Kooha et de la plateforme DSpace pour soutenir les étudiants dans leur recherche académique.

## Galerie

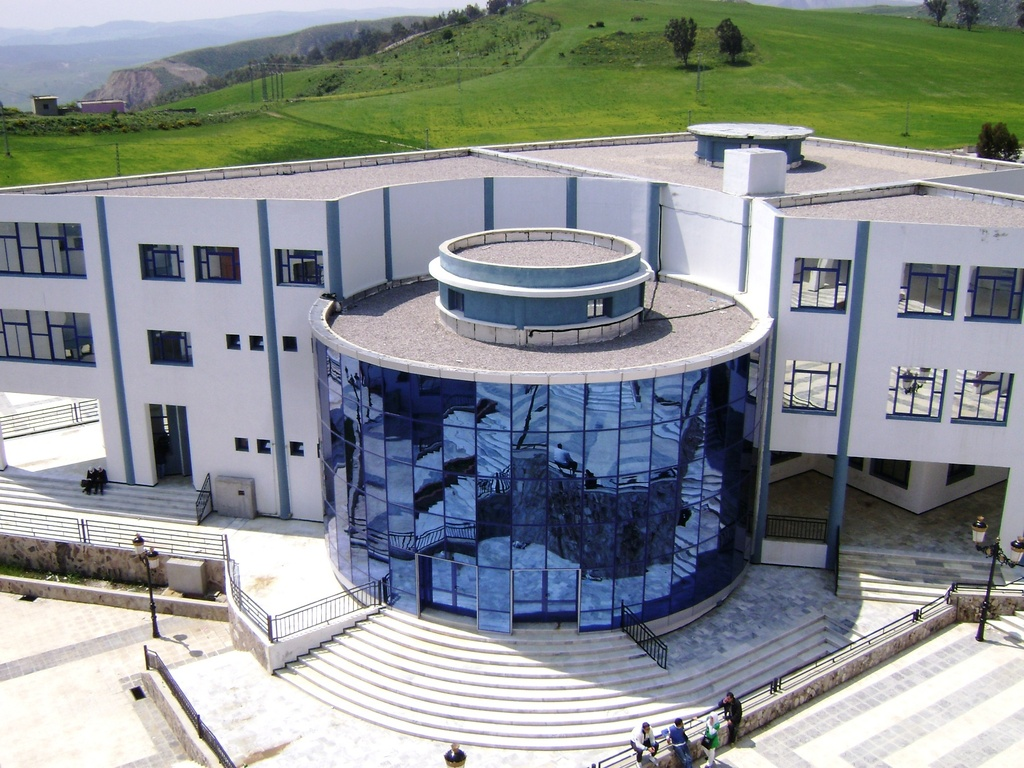
Bibliothèque universitaire
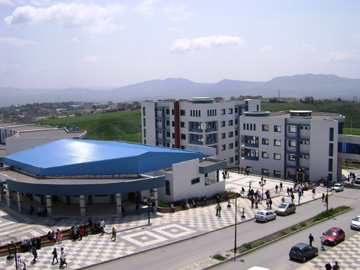
Amphithéâtre universitaire
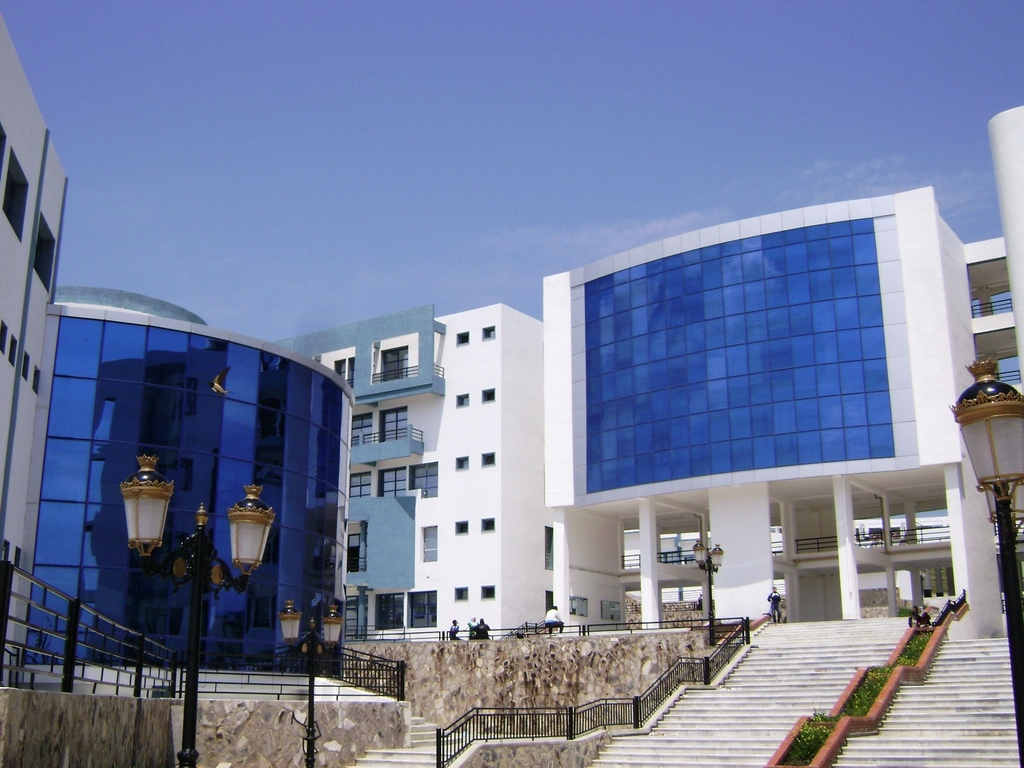
Salles TD (Biologie)
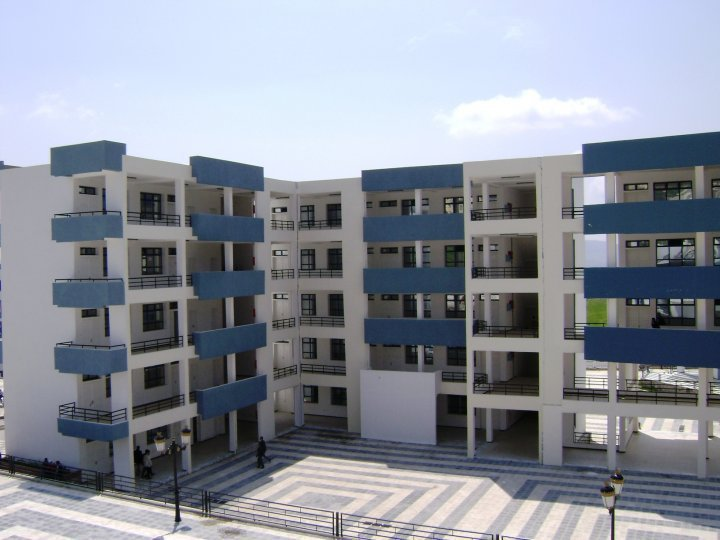
Salles de travaux dirigés

## Partenariats et accords de coopération
L'Université de Souk Ahras a signé plusieurs accords de coopération internationale visant à l'échange académique et à la collaboration scientifique.
- Italy – Université de Naples Federico II[1].